# Amano Teiyū

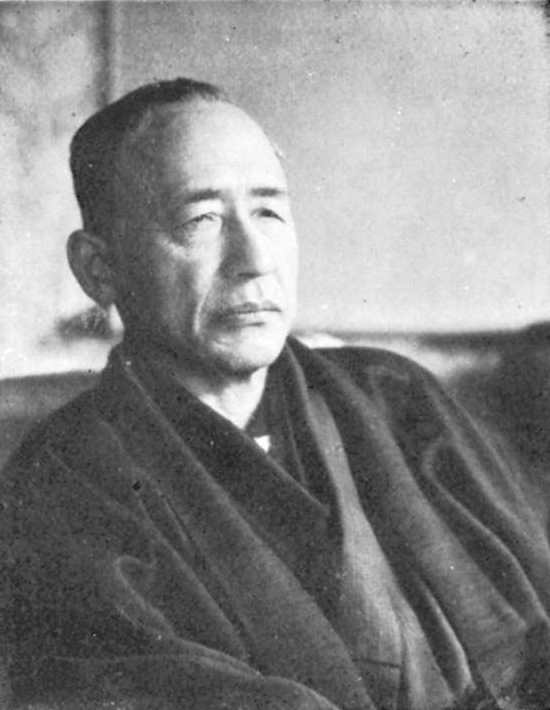
Amano Teiyū

Amano Teiyū (japanisch 天野 貞祐; geboren 30. September 1884 in Toya in der Präfektur Kanagawa; gestorben 6. März 1980 in Tokio) war ein japanischer Philosoph, Politiker und Erzieher.

## Leben und Wirken

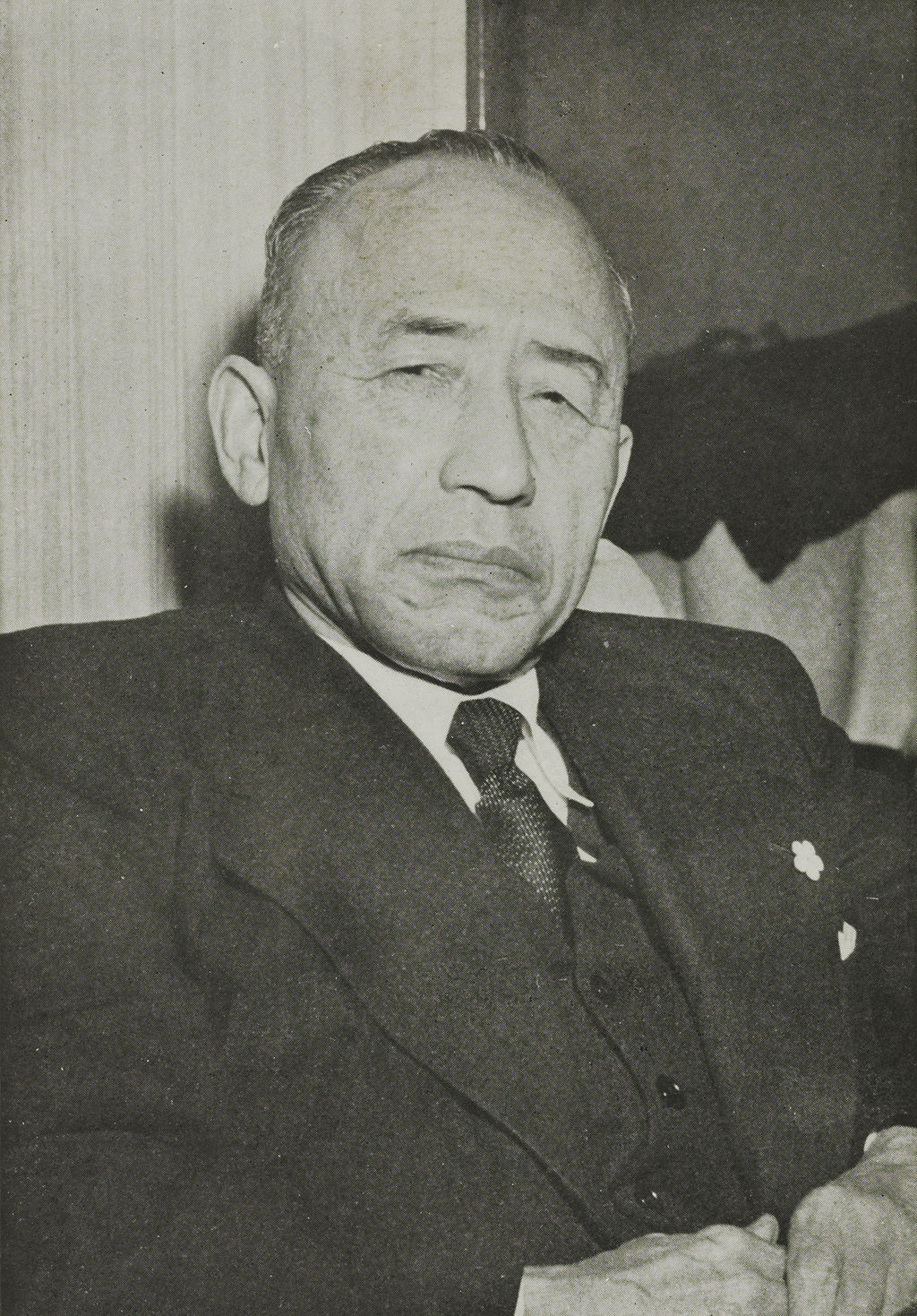

Amano Teiyū machte 1912 seinen Studienabschluss im Fach Philosophie an der Universität Tokio. 1919 wurde er Professor an der Gakushūin-Universität. Von 1923 bis 1924 bildete er sich an der Universität Heidelberg weiter. Nach seiner Rückkehr nach Japan erhielt er eine Stelle an der Universität Kyōto, an der er 1931 Professor wurde. 1927 hatte er „Dōri no kankaku“ (道理の感覚) – „Basis der Vernunft“ publiziert, ein Werk, das vom Militär und von Gruppen der rechten Seite stark angegriffen und schließlich von der Regierung unterdrückt wurde.
Nach dem Zweiten Weltkrieg war Amano Mitglied des japanischen Komitees, das mit der ersten amerikanischen Mission zur Bildungsreform zusammenarbeitete. 1948 wurde er von seiner Universität als Meiyo Kyōju. Er war ab Mai 1950 bis 1952 Kultusminister im Kabinett Yoshida III. Während dieser Zeit kritisierte er die linken Bestrebungen zum Erziehungssystem, die zu der Zeit ausgeprägt waren, und betonte die Notwendigkeit einer moralischen Erziehung in den Schulen. Er setzte sich in einer informellen Mitteilung für die Verwendung der Hinomaru-Flagge und des Kimi Ga Yo in den Schulen ein.
Nach seinem Abschied vom Ministeramt 1952 wurde Amano Rektor der Deutsch-orientierten Dokkyō-(独協)-Mittel- und Oberschule. Er setzte einen Schwerpunkt auf Moralerziehung und rettete die Schule. 1964 entstand die Dokkyō-Universität, deren erster Präsident er wurde. 1961 wurde er als Person mit besonderen kulturellen Verdiensten geehrt und 1970 erhielt er den NHK-Kulturpreis. Die Stadt Musashino ernannte ihn zum Ehrenbürger.
Neben seiner Beschäftigung mit Kant verfasste Amano eine Reihe von Büchern pädagogischen Inhalts wie „Gakusei ni ataeuru sho“ (学生に与うる書) – etwa „Bücher, die die Studenten lesen sollten“, „Wakaki  josei no tame ni“ (若き女性のために) – „Für junge Frauen“, „Ikaga ni ikibeki ka“ (如何に生くべきか) – „Wofür soll man leben?“. Seine gesammelten Werke sind als „Amano Teiyū zensho“ (天野貞祐全集) in 9 Bänden veröffentlicht.

## Ehrungen
- 1955: Großes Verdienstkreuz mit Stern der Bundesrepublik Deutschland
- 1961: Person mit besonderen kulturellen Verdiensten
- Orden der Aufgehenden Sonne 1. Klasse